# Bathyporeia pilosa
Bathyporeia pilosa is een euryhalien gravend kniksprietkreeftje uit de familie Bathyporeiidae. De wetenschappelijke naam van de soort is voor het eerst geldig gepubliceerd in 1855 door Lindström.

## Voorkomen
Bathyporeia pilosa is een ondiepwatersoort die voorkomt van Noorwegen tot de Britse westkust, Denemarken en de Oostzee.
B. pilosa wordt aangetroffen in de hoogwaterzone en kan brak water verdragen.